# Rund um den Henninger-Turm 1995
El Gran Premi de Frankfurt 1995 fou la 34a edició del Gran Premi de Frankfurt. Es disputà l'1 de maig de 1995 i el vencedor final fou l'italià Francesco Frattini de l'equip Gewiss-Ballan.
Era la sisena cursa de la Copa del Món de ciclisme de 1995.

## Classificació general
|    | Ciclista                 | Equip                   | Temps      |
| -- | ------------------------ | ----------------------- | ---------- |
| 1  | Francesco Frattini (ITA) | Gewiss-Ballan           | 6h 25' 05" |
| 2  | Jens Heppner (GER)       | Deutsche Telekom-Merckx | m. t.      |
| 3  | Massimo Podenzana (ITA)  | Brescialat-Fago         | + 03"      |
| 4  | Andrea Tafi (ITA)        | Mapei-GB                | + 31"      |
| 5  | Enrico Zaina (ITA)       | Carrera-Tassoni         | m. t.      |
| 6  | Bruno Cenghialta (ITA)   | Gewiss-Ballan           | m. t.      |
| 7  | Maurizio Fondriest (ITA) | Lampre-Panaria          | + 54"      |
| 8  | Johan Museeuw (BEL)      | Mapei-GB                | m. t.      |
| 9  | Stefano Zanini (ITA)     | Gewiss-Ballan           | m. t.      |
| 10 | Beat Zberg (SUI)         | Carrera-Tassoni         | m. t.      |